# Anisodes coxaria
Anisodes coxaria är en fjärilsart som beskrevs av Achille Guenée 1858. Anisodes coxaria ingår i släktet Anisodes och familjen mätare. Inga underarter finns listade i Catalogue of Life.